# Mokreš
Mokreš falu Horvátországban, Pozsega-Szlavónia megyében. Közigazgatásilag Cseglényhez tartozik.

## Fekvése
Pozsegától légvonalban 32, közúton 46 km-re keletre, községközpontjától  légvonalban 7, közúton 12 km-re északkeletre, a Krndija-hegység déli lejtőin, a Pozsegai-medence keleti részén fekszik. Határa hegyes-dombos, elhanyagolt legelőkkel borítva, melynek egy részét benőtte a bozót és a tölgyfa.

## Története
A falu 1922-ben keletkezett az egykori kutjevói uradalom területén, amikor a horvát Zagorje területéről érkezett telepesek földet vásároltak itt. Egy hektárnyi föld ára ötszáz és ezer dínár között volt, melyet a velük kötött szerződés értelmében erdészeti munkásokként szolgáltak meg. Lakosságát csak 1948-ban számlálták meg először önállóan, amikor már 33 háza és 165 lakosa volt. 1991-től a független Horvátországhoz tartozik. 1991-ben teljes lakossága horvát nemzetiségű volt. 2011-ben a településnek 20 lakosa volt.

## Lakossága
| Lakosság változása | Lakosság változása | Lakosság változása | Lakosság változása | Lakosság változása | Lakosság változása | Lakosság változása | Lakosság változása | Lakosság változása | Lakosság változása | Lakosság változása | Lakosság változása | Lakosság változása | Lakosság változása | Lakosság változása | Lakosság változása |
| ------------------ | ------------------ | ------------------ | ------------------ | ------------------ | ------------------ | ------------------ | ------------------ | ------------------ | ------------------ | ------------------ | ------------------ | ------------------ | ------------------ | ------------------ | ------------------ |
| 1857               | 1869               | 1880               | 1890               | 1900               | 1910               | 1921               | 1931               | 1948               | 1953               | 1961               | 1971               | 1981               | 1991               | 2001               | 2011               |
| 0                  | 0                  | 0                  | 0                  | 0                  | 0                  | 0                  | 0                  | 165                | 165                | 128                | 99                 | 52                 | 38                 | 22                 | 20                 |